# Beriáin
Beriáin ist eine spanische Gemeinde und auch Stadt in der Comarca Cuenca de Pamplona der Comunidad Foral de Navarra mit 4.197 Einwohnern (Stand: 2024).